# Bonatea speciosa
Bonatea speciosa là một loài thực vật có hoa trong họ Lan. Loài này được (L.f.) Willd. mô tả khoa học đầu tiên năm 1805.

## Hình ảnh

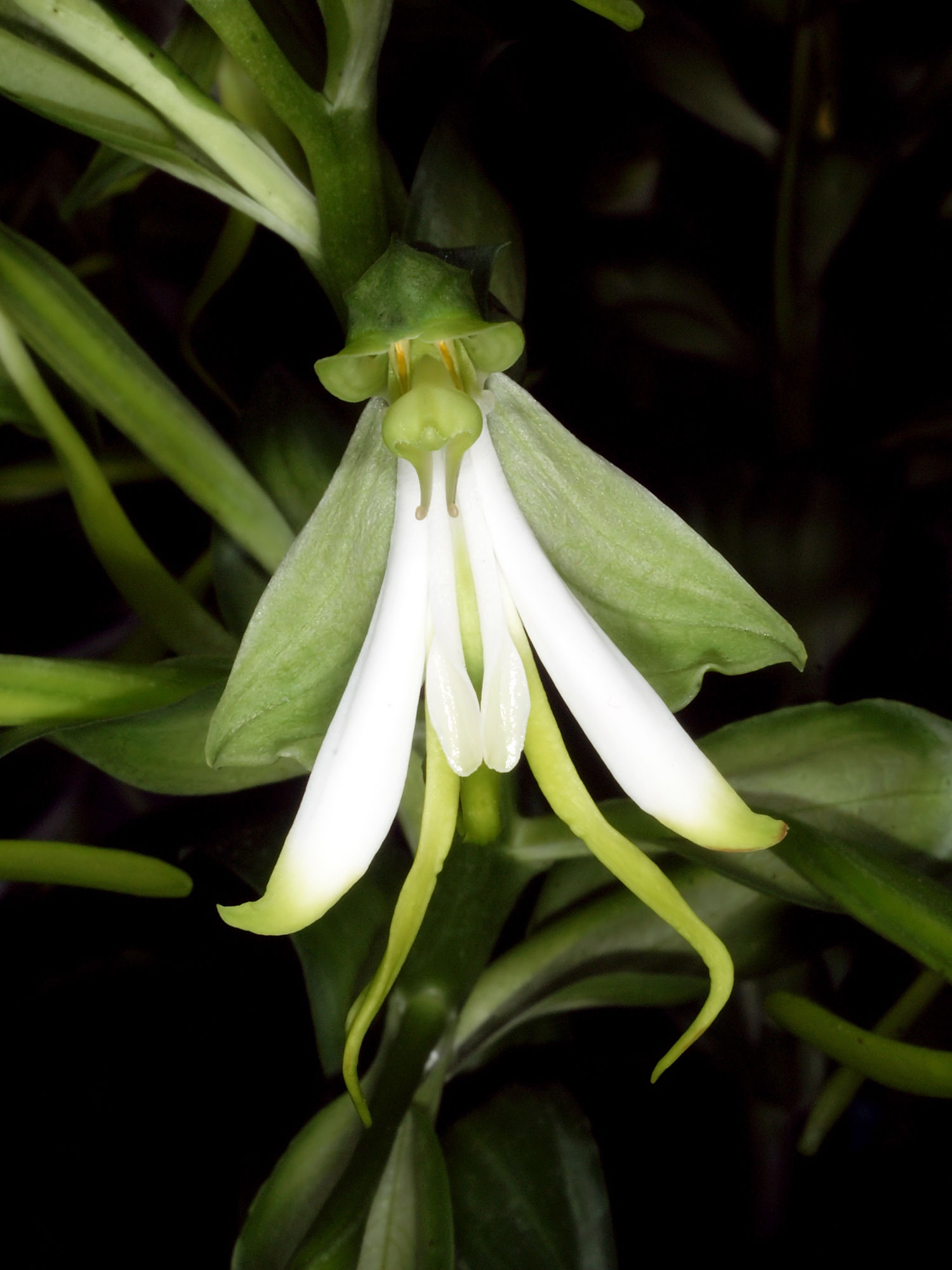
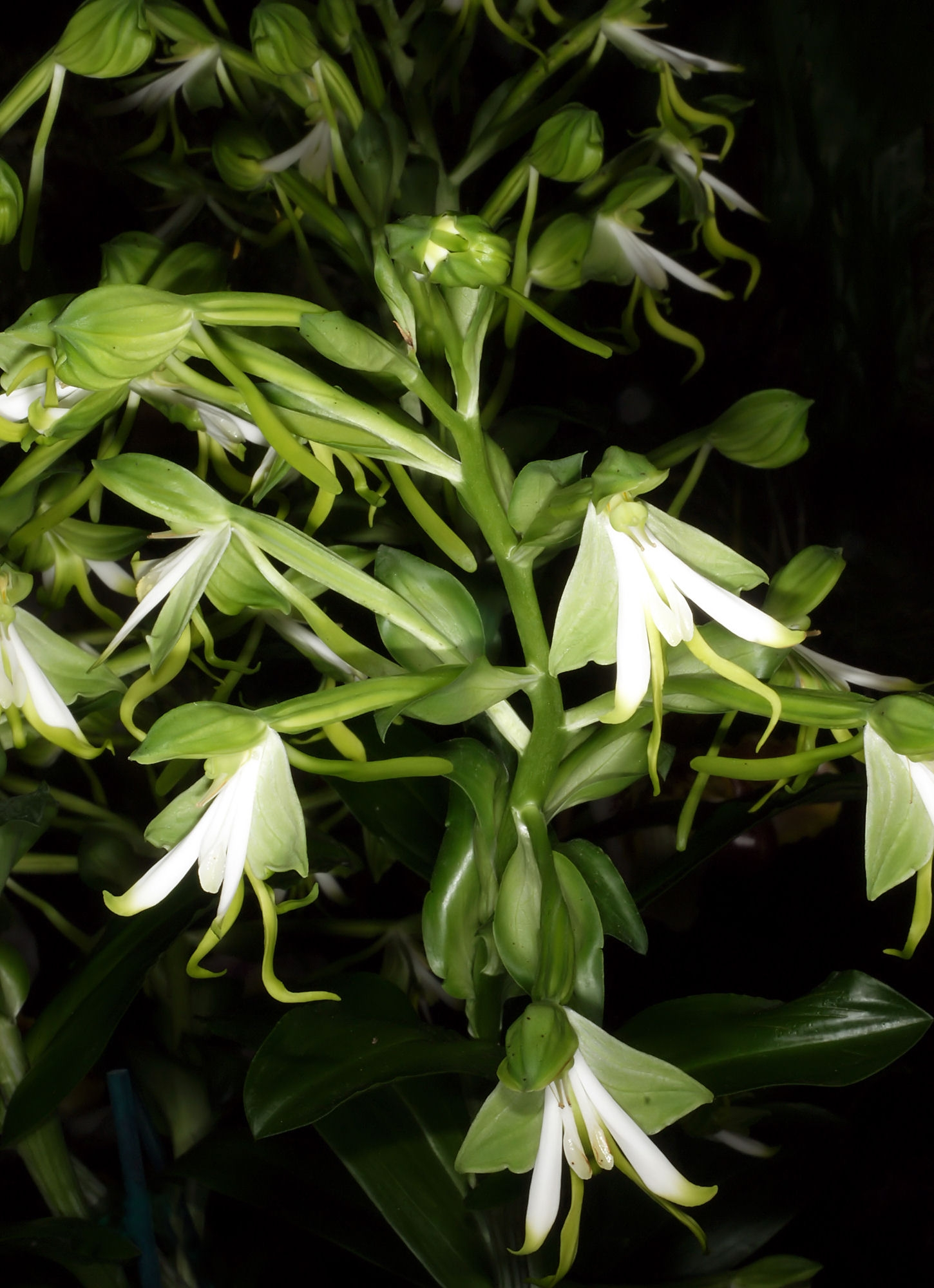
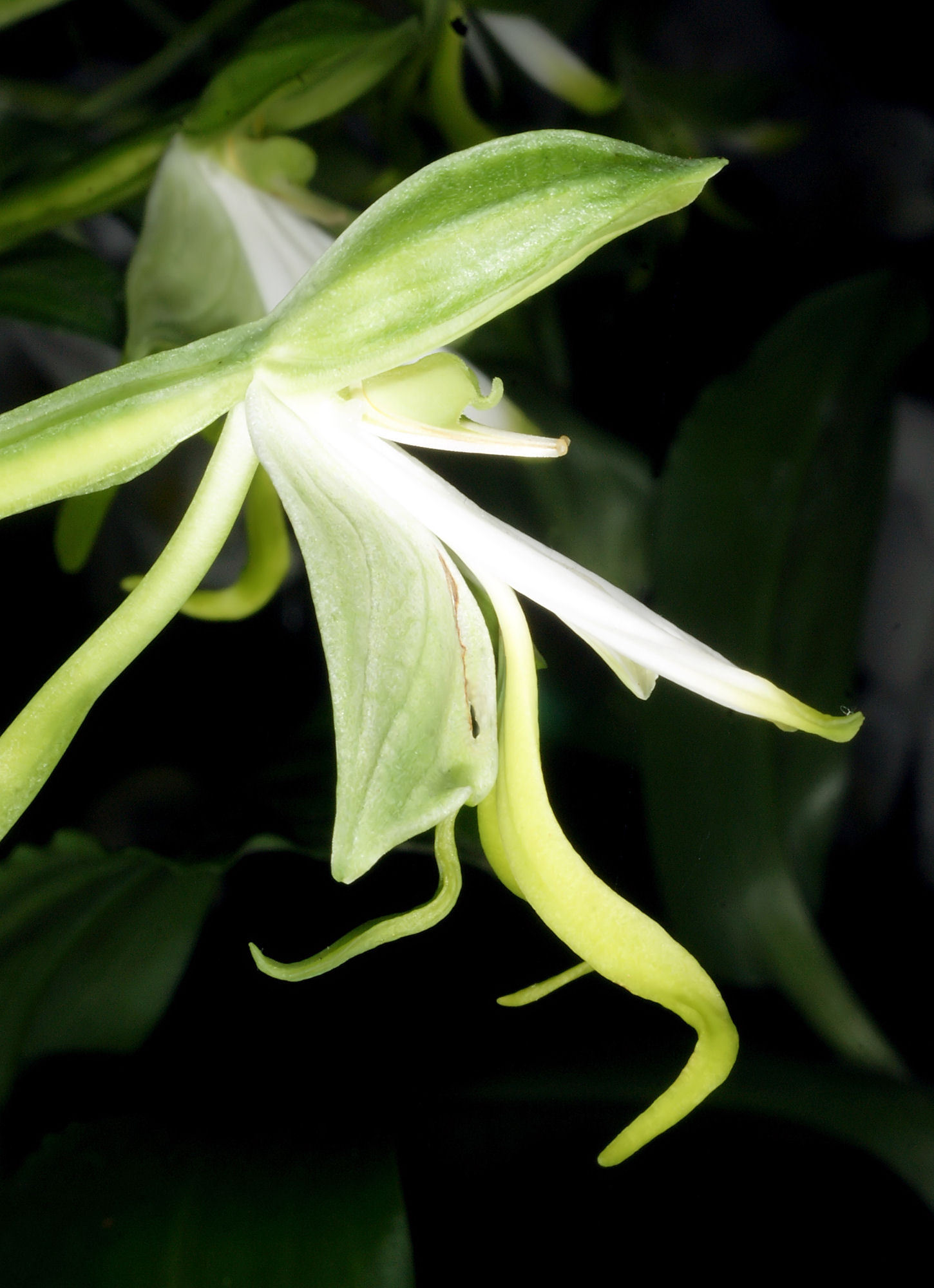
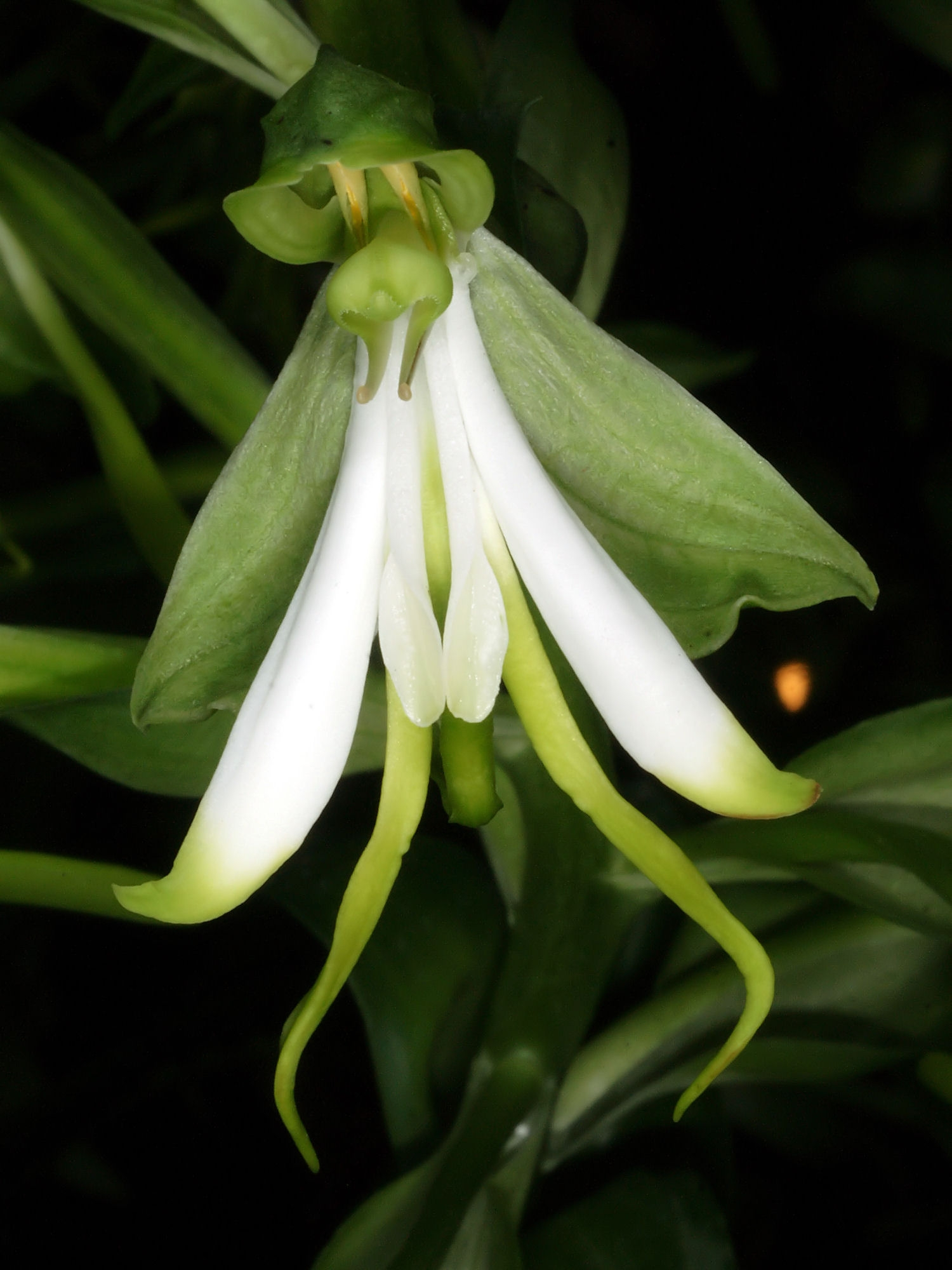